# Natalität
Natalität ist ein Begriff aus der Demografie, Medizin und Philosophie.
Das deutsche Wort „Natalität“ wurde vom lateinischen Wort natalis (= zur Geburt gehörend) abgeleitet. Im französischen Sprachraum findet sich das Wort natalité, im Englischen das Wort natality (= Geburtenziffer).
In der Demografie und Medizin wird unter Natalität die Zahl der jährlichen Lebendgeborenen auf 1000 Einwohner verstanden (siehe: Geburtenziffer).
Hannah Arendt führte 1958 den Begriff „Natalität“ in ihre Theorie des Handelns ein. In ihrem philosophischen Hauptwerk Vita activa oder Vom tätigen Leben (engl. The Human Condition) fragte sie nach den Bedingungen menschlicher Existenz. Sie nannte diesbezüglich „das Leben selbst und die Erde, Natalität und Mortalität, Weltlichkeit und Pluralität“. Natalität als Grundbedingung der menschlichen Existenz zu verstehen, basierte auf ihrer Beobachtung, dass „dem Neuankömmling die Fähigkeit zukommt, selbst einen neuen Anfang zu machen, d. h. zu handeln“. Ihr Ansatz fand Eingang in bioethische Debatten.